# Heinrich Delp
Heinrich Delp (* 31. Januar 1878 in Darmstadt-Eberstadt; † vermutlich 14. Mai 1945 im KZ Dachau) war ein Darmstädter Bürgermeister (SPD) und Sozialdezernent sowie Präsident des Landtags des Volksstaates Hessen.

## Leben
Heinrich Delp wurde als Sohn eines Kaufmanns 1878 in Eberstadt geboren. Nach der Schulausbildung und einer Maurerlehre arbeitete er als Maurer in Mainz. Er trat 1901 in die SPD ein und war seit 1904 Sekretär des Bauarbeiterverbandes in Mainz und seit 1906 dessen Geschäftsführer in Darmstadt.
Der gelernte Maurer war in der Darmstädter Novemberrevolution 1918/19 einer der führenden Köpfe der Sozialdemokratie. Er war Gewerkschafter im Bauarbeiterverband und engagierte sich gegen die Massenarbeitslosigkeit der Weimarer Republik.

### Kommunalpolitiker
Delp war seit 1909 Stadtverordneter, von 1919 bis 1933 Beigeordneter und von 1926 bis 1933 Bürgermeister der Stadt Darmstadt. 

### Landtagsabgeordneter
Delp gehörte von 1919 bis 1933 dem Hessischen Landtag in Darmstadt an. Von 1928 bis 1931 war er dessen Präsident.
Am 29. März 1933 wurde Delp verhaftet und in „Schutzhaft“ genommen. Er kam am nächsten Tag wieder frei, wurde aber sämtlicher Ämter enthoben. In den 1930er Jahren unterhielt er Verbindungen zu verschiedenen Widerstandsgruppen.
Delp wurde im August 1944, nach dem gescheiterten Attentat vom 20. Juli 1944 auf Hitler, verhaftet und in das KZ Dachau verbracht. Er starb wenige Tage nach der Befreiung vom Nationalsozialismus, wahrscheinlich am 14. Mai 1945 im KZ Dachau an den Folgen der Haft. Sein Grab befindet sich auf dem Bessunger Friedhof.

## Ehrungen
Seit 1953 erinnert die Stadt Darmstadt an Heinrich Delp mit der Benennung einer Straße in Eberstadt.